# Saroški cikel
Saroški cikel ali sarosov cikel, oziroma perioda sarosa, saros (starogrško starogrško σάρος: sáros) ali drakonska perioda, je cikel mrkov s periodo približno 18 let 11 dni 8 ur (približno 6585 1/3 dni), s katerim se lahko napovedo mrki Sonca in Lune. En saroški cikel po mrku je relativna geometrija Sonca, Zemlje in Lune skoraj enaka, tako da se bo pojavil skoraj enak mrk.

## Zgodovina
Saroški cikel so odkrili Kaldejci (staroveški babilonski astronomi) v zadnjih nekaj stoletjih pr. n. št. Kasneje so ga poznali Hiparh, Plinij starejši (Naravoslovje (Naturalis historia II. 10[56]) in Ptolemaj (Almagest 4.2), vendar pod različnimi imeni. 
Ime »saros« je prvič dal ciklu Halley leta 1691, ki ga je povzel iz enciklopedičnega priročnika Suda iz 10. stoletja. Ime za sumerski cikel mrkov saros je okoli leta 290 pr. n. št. prevzel Berosus. Beseda saros izhaja iz besede 'šar' ('shar') ali 'šaru' ('sharu') in pomeni lahko ali Vesolje ali število 3600 (60 · 60). Beseda naj bi kazala na obdobje 3600 let. Iz časa kralja Nabonasarja (Nabu-nasir) (vladal od 747 do 734 pr. n. št.) se je ohranilo precej sumerskih astronomskih zapiskov, iz katerih je razvidno, da so Sumerci po dolgotrajnih opazovanjih Sončevih in Luninih mrkov izluščili cikel. Čeprav je na Halleyjevo napako pri imenovanju pokazal Le Gentil leta 1756, je ime ostalo.
Tales je verjetno po študijskem potovanju v Babilon prenesel saroški cikel napovedal Sončev mrk za 28. maj leta 585 pr. n. št.
Sumersko/babilonska beseda sar je pomenila mersko enoto in je imela verjetno številsko vrednost 3600. 